# Pentecònter

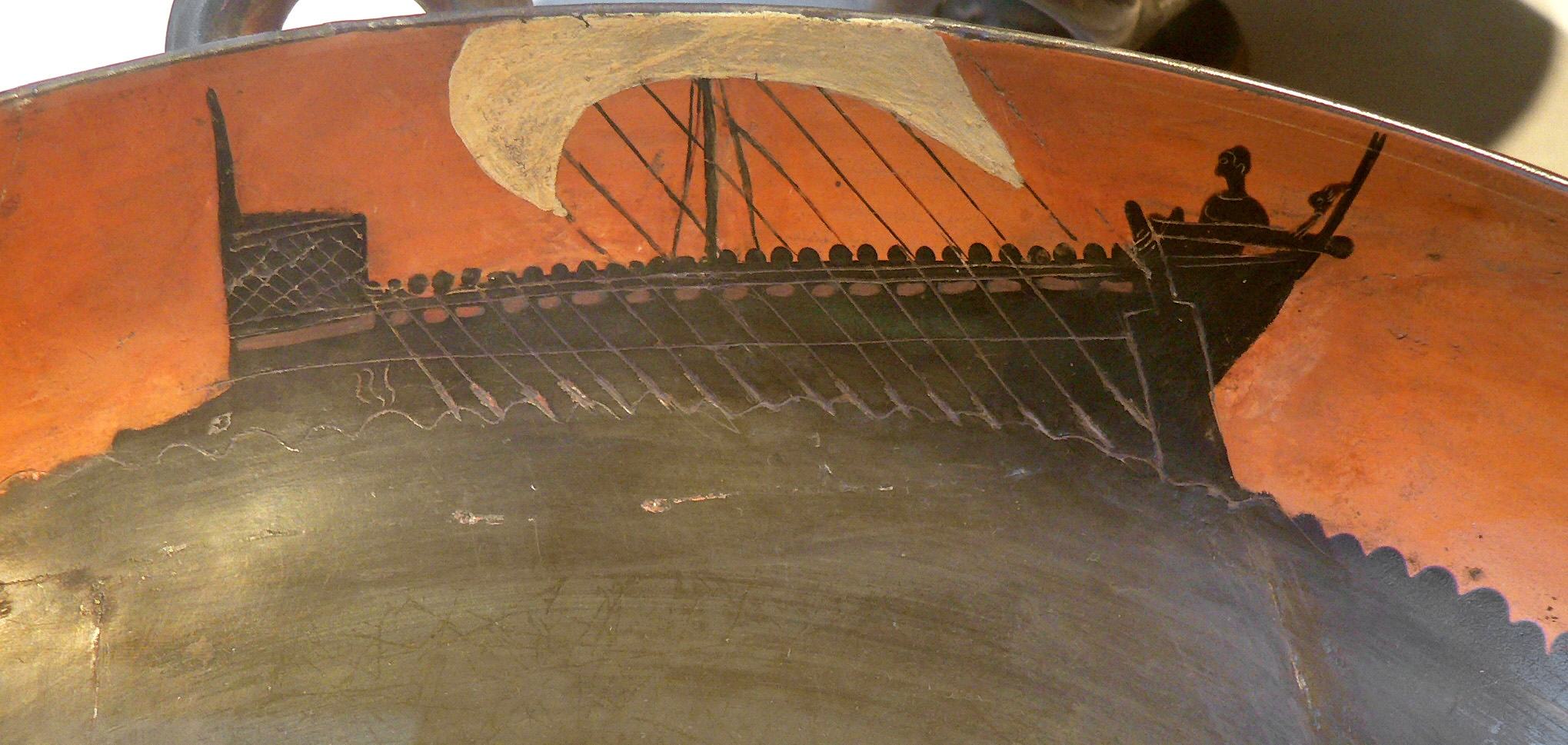
Vas amb un pentecònter a la BNF

Un pentecònter  (grec antic πεντηκόντορος) era un vaixell de guerra amb 50 remers (d'aquí el seu nom), a part d'un timoner i potser altres marins. Tenia una eslora de 20 a 35 metres d'eslora, i una mànega de 5 m d'ample.
El nom d'aquests vaixells deriva del fet de tenir 50 rems. Comandats per un capità, no s'allunyava gaire de la costa per no tenir grans subministraments d'aliments i aigua
Va ser aquest tipus de vaixell que es va conèixer per Homer a la Ilíada que incloïa una flota de mil vaixells utilitzats pels grecs en la Guerra de Troia que es consideren els primers pentecònters (c segle xiii aC).
Aquest tipus de navili va desaparèixer amb el desenvolupament de la trirrem, que es va imposar a partir del segle vi aC, si bé es va usar en ocasions fins a època hel·lenística.

## Galeria

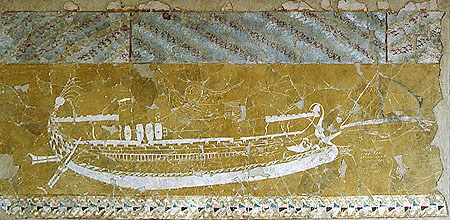
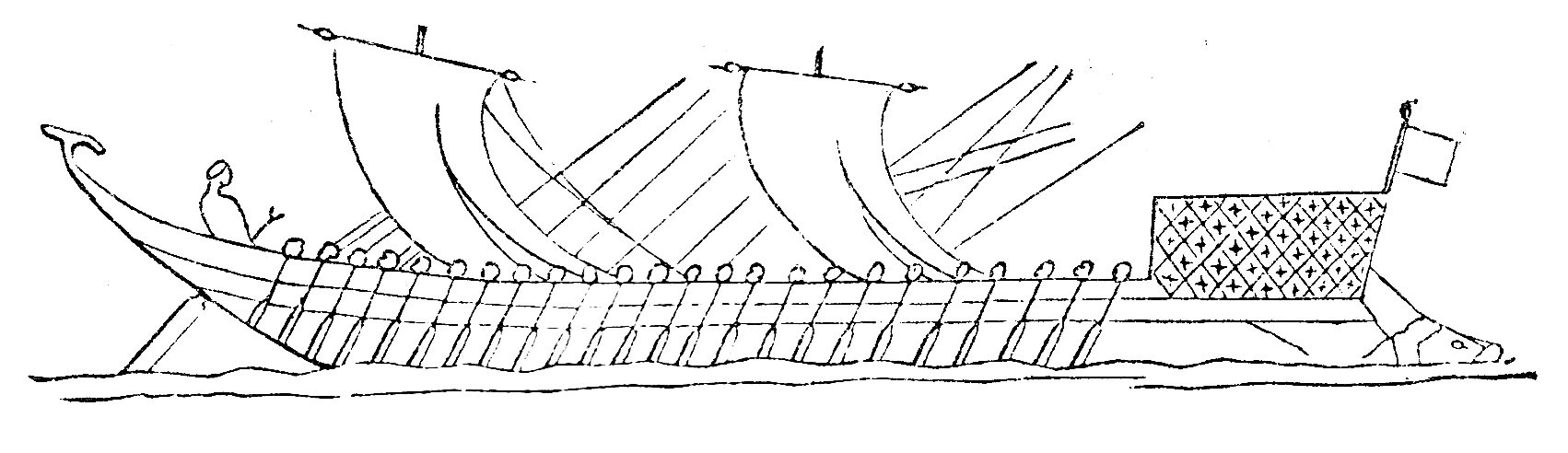
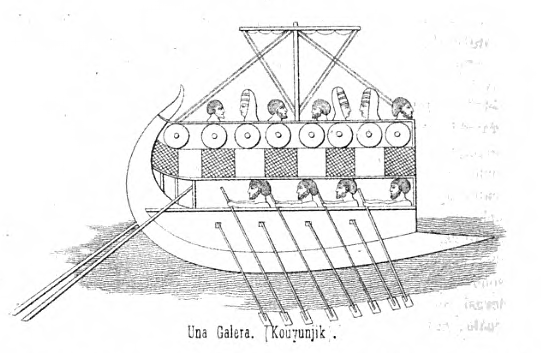